# Панчівська сільська рада
Па́нчівська сільська́ ра́да — адміністративно-територіальна одиниця та орган місцевого самоврядування в Новомиргородському районі Кіровоградської області. Адміністративний центр — село Панчеве.

## Загальні відомості
- Територія ради: 85,53 км²
- Населення ради: 1844 особи (станом на 2001 рік)

## Населені пункти
Сільській раді підпорядковані населені пункти:
- с. Панчеве

## Склад ради
Рада складається з 14 депутатів та голови.
- Голова ради: Босько Володимир Федорович

### Керівний склад попередніх скликань
| Прізвище, ім'я, по батькові | Основні відомості                                                 | Дата обрання | Дата звільнення |
| --------------------------- | ----------------------------------------------------------------- | ------------ | --------------- |
| Батій Володимир Михайлович  | Сільський голова, 1954 року народження, безпартійний              | 26.03.2006   | 31.10.2010      |
| Босько Володимир Федорович  | Сільський голова, 1955 року народження, освіта вища, безпартійний | 31.10.2010   | 25.10.2015      |
| Босько Володимир Федорович  | Сільський голова, 1955 року народження, освіта вища, безпартійний | 25.10.2015   |                 |

Примітка: таблиця складена за даними сайту Верховної Ради України та ЦВК

### Депутати VII скликання
За результатами місцевих виборів 2015 року депутатами ради стали:

#### За суб'єктами висування
| Суб'єкт висування | Кількість обраних депутатів | %      |
| ----------------- | --------------------------- | ------ |
| Самовисування     | 14                          | 100.00 |

#### За округами
| № округу | Прізвище, ім'я, по батькові   | Ким висунуто  | Дата нар.  | Освіта              | Партійна приналежність | Відомості                                           |
| -------- | ----------------------------- | ------------- | ---------- | ------------------- | ---------------------- | --------------------------------------------------- |
| 1        | Босько Андрій Анатолійович    | Самовисування | 17.04.1990 | вища                | безпартійний           | ФГ «Босько А. Б.», агроном                          |
| 2        | Бруснік Тамара Василівна      | Самовисування | 20.11.1972 | вища                | безпартійна            | Панчівська сільська рада, секретар                  |
| 3        | Войтенко Людмила Григорівна   | Самовисування | 15.12.1979 | професійно-технічна | безпартійна            | ПП "АФ «Панчеве», спеціаліст                        |
| 4        | Непорожнева Лариса Борисівна  | Самовисування | 15.06.1970 | професійно-технічна | безпартійна            | Панчівська сільська рада, спеціаліст                |
| 5        | Клименко Микола Олександрович | Самовисування | 02.08.1971 | професійно-технічна | безпартійний           | ПП "АФ «Панчеве», водій                             |
| 6        | Декусар Ірина Євдокимівна     | Самовисування | 30.09.1977 | професійно-технічна | безпартійна            | Панчівський ДНЗ «Малятко», завідувач                |
| 7        | Танасюк Микола Миколайович    | Самовисування | 02.05.1975 | професійно-технічна | безпартійний           | приватний підприємець                               |
| 8        | Бантиш Тетяна Анатоліївна     | Самовисування | 20.12.1960 | вища                | безпартійна            | Панчівська ЗШ І-ІІІ ст.., вчитель початкових класів |
| 9        | Барбой Віталій Сергійович     | Самовисування | 03.03.1975 | загальна середня    | безпартійний           | приватний підприємець                               |
| 10       | Баран Ольга Ярославівна       | Самовисування | 19.12.1960 | вища                | безпартійна            | Панчівська ЗШ І-ІІІ ст.., вчитель                   |
| 11       | Босько Світлана Анатоліївна   | Самовисування | 04.05.1977 | професійно-технічна | безпартійна            | Панчівська АЗПСМ, фельдшер                          |
| 12       | Підлубний Василь Вікторович   | Самовисування | 01.01.1975 | професійно-технічна | безпартійний           | Панчівський ДНЗ «Малятко», сторож                   |
| 13       | Місюкевич Сергій Васильович   | Самовисування | 15.03.1986 | вища                | безпартійний           | ПП "АФ «Панчеве», механік                           |
| 14       | Вайвала Леонід Григорович     | Самовисування | 01.03.1968 | професійно-технічна | безпартійний           | не працює                                           |

## Населення
Згідно з переписом УРСР 1989 року чисельність наявного населення сільської ради становила 2000 осіб, з яких 892 чоловіки та 1108 жінок.
За переписом населення України 2001 року в сільській раді мешкало 1845 осіб.

### Мова
Розподіл населення за рідною мовою за даними перепису 2001 року:
| Мова       | Відсоток |
| ---------- | -------- |
| українська | 91,54 %  |
| російська  | 3,90 %   |
| молдовська | 3,36 %   |
| вірменська | 0,81 %   |
| білоруська | 0,16 %   |
| інші       | 0,23 %   |